# Колодязі (Кропивницький район)
Колодязі (до 2025 — Новосамара) — село в Україні, у Кетрисанівській сільській громаді Кропивницького району Кіровоградської області. Населення становить 146 осіб.

## Історія
05 червня 2025 року відповідно до Постанови Верховної Ради України № 4483-IX село Новосамара було перейменовано на село Колодязі. Постанова набула чинності 18 червня 2025 року.

## Населення
Згідно з переписом УРСР 1989 року чисельність наявного населення села становила 137 осіб, з яких 62 чоловіки та 75 жінок.
За переписом населення України 2001 року в селі мешкало 146 осіб.

### Мова
Розподіл населення за рідною мовою за даними перепису 2001 року:
| Мова       | Відсоток |
| ---------- | -------- |
| українська | 90,41 %  |
| російська  | 9,59 %   |